# Polypedates longinasus
Polypedates longinasus är en groddjursart som först beskrevs av Ahl 1927.  Polypedates longinasus ingår i släktet Polypedates och familjen trädgrodor. IUCN kategoriserar arten globalt som starkt hotad. Inga underarter finns listade i Catalogue of Life.